# Умаров, Феликс Ринатович
Фе́ликс Рина́тович Ума́ров (род. 29 ноября 1994 года) — российский кинорежиссёр, оператор, сценарист.

## Карьера
В 2017 году окончил операторский факультет ВГИК (мастерская Невского). После выпуска начал карьеру в рекламной индустрии, сотрудничая с мировыми брендами, включая Chanel, Louis Vuitton, Bulgari, Red Bull, Reebok, Adidas, TikTok и Pepsi. Работал над музыкальными клипами, среди которых «Пацаны II» (GONE.Fludd), «UFO» (Элджей и Don Diablo).
Первой крупной режиссёрской работой стал российский спортивно-драматический сериал «Домашнее поле» (2022) с участием Светланы Устиновой, Максима Матвеева и Ивана Янковского. Премьера состоялась 26 мая на онлайн-платформе More.tv, а первые две серии были показаны в кинотеатре «Художественный». После выхода сериала продюсер компании «Кинослово» Пётр Ануров предложил Умарову создать фильм о жизни поэта Александра Пушкина в необычном музыкальном жанре. В 2021 году Умаров присоединился к разработке сценария и подготовке проекта.
Премьера фильма «Пророк. История Александра Пушкина» состоялась 3 февраля 2025 года в Михайловском театре Санкт-Петербурга. Главную роль исполнил Юра Борисов.
Сборы музыкальной биографической драмы «Пророк. История Александра Пушкина» превысили 1 миллиард рублей по данным Единой федеральной автоматизированной информационной системы Фонда кино (ЕАИС).
После выхода фильма в широкий прокат Умаров дал интервью Ксении Собчак на её YouTube-канале «Осторожно: Собчак».
Следующим проектом Феликса стала работа над сценарием и постановкой «Зимней сказки. Щелкунчик».

## Фильмография
- 2028 — Щелкунчик
- 2025 — Пророк. История Александра Пушкина
- 2022 — Домашнее поле, спортивно-драматический сериал, адаптация норвежского сериала «На своём поле» (2018).
- 2019 — Eden, короткометражный драматический фильм.

## Награды
- Berlin Music Video Awards: 2-е место на Берлинском музыкальном видео-фестивале (2021) за клип GONE.Fludd — Пацаны II[9]
- Independent Shorts Awards: Platinum Award в категории Лучшее музыкальное видео (2020) за проект Ankobo+Kaboo: Wakangenei[10]
- ASVOFF (A Shaded View on Fashion Film): приз за лучший монтаж на 11-м международном фестивале модных фильмов ASVOFF за проект «REEBOK ALWAYS CLASSIC» (2019)[11]
- Bucharest Short Film Festival: 2-е место на Бухарестском короткометражном кинофестивале (2018) за проект Reebok Always Classic[12]
- Forbes Russia «30 до 30»: победитель рейтинга в категории «Искусство» (2025)[13] [14]